# Resolució 70 del Consell de Seguretat de les Nacions Unides
La Resolució 70 del Consell de Seguretat de les Nacions Unides, aprovada el 7 de març de 1949, va demanar que el Secretari General de les Nacions Unides informés al Consell de tots els informes i peticions rebudes o relatives a àrees estratègiques sota fideïcomissari i va demanar que el Consell d'Administració Fiduciària de les Nacions Unides sotmetés al Consell els seus informes i recomanacions sobre qüestions polítiques, econòmiques, socials i educatives que afecten àrees estratègiques sota tutela.
La resolució va ser aprovada amb vuit vots contra cap, amb les abtencions d'Egipte, l'RSS d'Ucraïna i la Unió Soviètica.